# 3월 27일
3월 27일은 그레고리력으로 86번째(윤년일 경우 87번째) 날에 해당한다.

## 사건
- 1513년 - 신대륙에서 젊음의 샘을 찾던 스페인의 탐험가 후안 폰세 데 레온이 플로리다를 발견하다.
- 1625년 - 찰스 1세, 영국 국왕으로 즉위.
- 1958년 - 니키타 흐루쇼프가 소비에트 연방의 총리가 되다.
- 1977년 - 테네리페 공항 참사 : 카나리아 제도의 테네리페섬에서 두 대의 보잉 747 항공기가 활주로 상에서 충돌, 583명이 사망하는 사상 최악의 항공 사고가 일어났다.
- 2016년 -  일본 민주당과 유신당의 합당에 따른 새로운 당명이 민진당으로 결정되어 창당대회를 가졌다.
- 2020년 - 북마케도니아가 북대서양 조약 기구에 가입했다.

## 문화
- 1982년 - 한국 프로 야구(KBO)가 출범하다.
- 1998년 - FDA가 남성 발기 부전 치료제로 비아그라를 최초로 승인하다.
- 2021년 - 수도권 전철 5호선 하남선 2단계 구간인 강일역과 하남풍산역 ~ 하남검단산역이 개통되었다.
- 2022년
  - 제94회 아카데미상 시상식이 열렸다. 작품상에는 코다(CODA, 샨 헤이더 감독)가 선정되었다. 코다의 작품상 수상은 OTT 서비스 작품으로는 처음이다.
  - 꿈꾸는 라디오가 15년 만에 폐지되었다.
- 2025년 - 넥슨의 마비노기 모바일이 출시되었다.

## 탄생
- 1785년 - 프랑스의 명목상 군왕 루이 17세. (~1795년)
- 1797년 - 프랑스의 초기 낭만파 시인 알프레드 드 비니. (~1863년)
- 1809년 - 프랑스의 도시계획가 조르주외젠 오스만. (~1891년)
- 1845년 - 독일의 물리학자 빌헬름 콘라트 뢴트겐. (~1923년)
- 1857년 - 영국의 생물통계학자, 수학자 칼 피어슨. (~1936년)
- 1879년
  - 헝가리의 정치인 거르버이 샨도르. (~1947년)
  - 카자흐스탄의 백세인 사한 도소바. (~2009년)
- 1886년 - 독일의 건축가 루트비히 미스 판 데어 로에. (~1969년)
- 1899년 - 미국의 배우 글로리아 스완슨. (~1983년)
- 1912년 - 영국의 총리 제임스 캘러헌. (~2005년)
- 1917년 - 미국의 정치인, 국무장관 사이러스 밴스. (~2012년)
- 1921년 - 브라질의 축구 선수 모아시르 바르보자. (~2000년)
- 1923년 - 대한민국의 군인, 정치가, 기업인 박원석. (~2015년)
- 1926년 - 일본의 정치인 가지야마 세이로쿠. (~2000년)
- 1929년 - 미국의 배우 앤 램지. (~1988년)
- 1932년 - 대한민국의 축구 선수 최광석. (~2008년)
- 1934년 - 미국의 소설가, 작가 할런 엘리슨. (~2018년)
- 1935년
  - 대한민국의 정치인 박종철. (~2023년)
  - 미국의 모델, 배우 리 메리웨더.
- 1936년 - 대한민국의 배우 겸 전직 국회의원 이낙훈. (~1998년)
- 1940년 - 대한민국의 성우 김순원.
- 1942년
  - 영국의 생물학자 존 설스턴. (~2018년)
  - 미국의 영화배우 아트 에반스. (~2024년)
- 1947년
  - 대한민국의 정치인 이재복. (~2009년)
  - 대한민국의 성우 출신 배우, 연극연출가 김동수. (~2024년)
- 1948년
  - 태국의 가수 썬펫 썬쑤판. (~2022년)
  - 독일의 배우 루트거 피스토어.
- 1952년 - 대한민국의 가수 김정호. (~1985년)
- 1955년 - 대한민국의 성우 겸 배우 이숙.
- 1958년
  - 대한민국의 법조인, 정치인 심규철.
  - 잉글랜드의 배우 에이드리언 롤린스.
- 1960년 - 대한민국의 배구 선수 이정철.
- 1961년
  - 일본의 기타리스트 마츠모토 타카히로.
  - 일본의 성우, 음향감독 츠쿠이 쿄세이.
- 1963년
  - 대한민국의 정치인 윤호중.
  - 미국의 영화 감독 쿠엔틴 타란티노.
- 1965년 - 미국의 비디오 게임 디자이너, 프로듀서 빌 로퍼.
- 1966년 - 대한민국의 배우 정은표.
- 1968년 - 미국의 야구 선수 톰 퀸런.
- 1969년 - 미국의 가수 머라이어 캐리.
- 1971년
  - 대한민국의 배우 김현.
  - 대한민국의 전직 가수 보리.
- 1972년 - 대한민국의 배우 진경.
- 1973년 - 미국의 가수 김조한 (솔리드).
- 1974년 - 스페인의 축구 선수 가이스카 멘디에타.
- 1975년 - 미국의 싱어송라이터, 배우 퍼기.
- 1977년 - 대한민국의 전직 야구 선수 정원석.
- 1979년
  - 대한민국의 가수 겸 배우 이지훈.
  - 대한민국의 배우 이지훈.
  - 대한민국의 희극인 김진철.
- 1980년
  - 일본의 배우 아베 카오루.
  - 프랑스의 배우 니콜라 뒤보셸.
- 1981년
  - 대한민국의 희극인 박영진.
  - 싱가포르의 가수, 배우 임준걸.
- 1982년
  - 불가리아의 요리사 미카엘 아쉬미노프.
  - 대한민국의 바둑 기사 권효진.
- 1983년 - 대한민국의 영화 감독 송영전.
- 1984년
  - 대한민국의 전 축구 선수, 지도자 오창식.
  - 캐나다의 배우, 영화 제작자, 영화 감독 리처드 디 클레르크.
  - 미국의 배우 에밀리 앤 로이드.
  - 일본의 배우, 성우 다카기 슌.
- 1985년
  - 대한민국의 야구 선수 김수형.
  - 대한민국의 치어리더 이지영.
  - 미국의 전직 야구 선수 라이언 타투스코.
- 1986년
  - 독일의 축구 선수 마누엘 노이어.
  - 미국의 전 야구 선수 조니 모넬.
- 1987년
  - 대한민국의 전직 축구 선수 신영록.
  - 대한민국의 전직 스타크래프트 프로게이머 임동혁.
  - 미국의 전직 야구 선수 버스터 포지.
  - 러시아의 가수, 배우, 모델 폴리나 가가리나.
  - 베네수엘라의 펜싱 선수 프란시스코 리마르도.
- 1988년
  - 일본의 축구 선수 우치다 아쓰토.
  - 잉글랜드의 싱어송라이터 제시 제이.
- 1989년
  - 이탈리아의 축구 선수 사라 가마.
  - 대한민국의 범죄자 최신종.
  - 미국의 전직 야구 선수 맷 하비.
- 1990년 - 대한민국의 세팍파크로 선수 이민주.
- 1991년
  - 대한민국의 배우 오승윤.
  - 대한민국의 성우 정유정.
- 1992년
  - 대한민국의 스켈레톤 선수 김은지.
  - 일본의 배우 유키 아오이.
  - 대한민국의 가수 도하.
- 1993년
  - 대한민국의 야구 선수 이현동.
  - 대한민국의 미스코리아 백지현.
  - 브라질의 축구 선수 루앙 비에이라.
- 1994년 - 대한민국의 가수 양지원.
- 1995년 - 미국의 쇼트트랙 선수 존헨리 크루거.
- 1996년
  - 대한민국의 가수 여원 (펜타곤).
  - 대한민국의 야구 선수 박성준.
- 1997년 - 태국의 가수 리사 (블랙핑크).
- 1998년
  - 대한민국의 테니스 선수 정윤성.
  - 대한민국의 발로란트 프로게이머 먼치킨.
- 1999년
  - 대한민국의 배구 선수 김주향.
  - 대한민국의 야구 선수 정철원.
  - 대한민국의 야구 선수 오정환.
- 2000년
  - 미국의 가수, 배우 핼리 베일리.
  - 대한민국의 야구 선수 이준호.
- 2001년
  - 대한민국의 야구 선수 홍원표.
  - 캐나다의 태권도 선수 태쿠 파크.
- 2005년 - 대한민국의 배우 조은형.
- 2007년 - 대한민국의 가수 겸 배우 김나예.

## 사망
- 1482년 - 저지대 국가의 통치자 마리 드 부르고뉴 여공작. (1457년~)
- 1926년 - 캐나다의 아이스하키 선수 조르주 베지나.(1887년~)
- 1968년 - 인류 최초의 우주 비행사, 소련의 유리 가가린. (1934년~)
- 1981년 - 중화인민공화국의 소설가 마오둔. (1896년~)
- 2002년 - 미국의 영화 감독, 영화 제작자 빌리 와일더. (1906년~)
- 2018년 - 프랑스의 배우 스테판 오드랑. (1932년~)
- 2019년 - 일본의 야구 선수 곤도 아키히토. (1938년~)
- 2020년 - 독일의 경영자 슈테판 리페. (1955년~)
- 2021년 - 대한민국의 기업인 신춘호. (1930년~)
- 2022년
  - 아르헨티나의 영화배우 엔리케 핀티. (1939년~)
  - 아제르바이잔의 제1대 대통령 아야즈 뮈탤리보프. (1938년~)
- 2024년
  - 미국의 정치인 조 리버먼. (1942년~)
  - 대한민국의 축구 선수 최대식. (1965년~)
  - 미국의 심리학자 대니얼 카너먼. (1934년~)
- 2025년 - 홍콩의 영화배우 구펑. (1930년~)

## 기념일
- 세계 연극의 날(World Theatre Day)
- 벚꽃의 날: 일본
- 국제 위스키의 날

## 같이 보기
- 전날: 3월 26일 다음날: 3월 28일 - 전달: 2월 27일 다음달: 4월 27일
- 음력: 3월 27일
- 모두 보기